# Miguel Solas del Val
Blahoslavený Miguel Solas del Val, řeholním jménem Anselmo Pablo (8. května 1890 Briviesca – 30. července 1936 Madrid), byl španělský římskokatolický řeholník Kongregace školských bratří a mučedník.

## Život
Narodil se 8. května 1890 v Briviesce.
Roku 1903 vstoupil do postulátu Kongregace školských bratří v Bugedu. Roku 1909 vstoupil do noviciátu a přijal jméno Anselmo Pablo. Roku 1919 složil své věčné sliby. Byl vynikající pedagog a učitel.
Roku 1934 byl poslán učit do Procure v Madridu. Byl autorem několika děl o fyzice a přírodních vědách.
Když v červenci 1936 vypukla Španělská občanská válka, jeho řeholní kongregace byla předmětem prvních útoků revolucionářů.
Dne 30. července 1936 vtrhli do jejich domu revolucionáři, kteří bratry podrobili výslechu, poté je svázali a odvezli do Casa de Campo. Tam byl spolu s šesti dalšími spolubratry zastřelen.

## Proces blahořečení
Po roce 1990 byl v arcidiecézi Madrid zahájen jeho beatifikační proces spolu s dalšími 24 mučedníky Kongregace školských bratří a Řádu karmelitánů. Dne 19. prosince 2011 uznal papež Benedikt XVI. mučednictví této skupiny řeholníků. Blahořečeni byli 13. října 2013 ve skupině 522 mučedníků Španělské občanské války.